# Uehling (Nebraska)
Uehling es una villa ubicada en el condado de Dodge en el estado estadounidense de Nebraska. En el Censo de 2010 tenía una población de 230 habitantes y una densidad poblacional de 396,44 personas por km².

## Geografía
Uehling se encuentra ubicada en las coordenadas 41°44′5″N 96°30′20″O / 41.73472, -96.50556. Según la Oficina del Censo de los Estados Unidos, Uehling tiene una superficie total de 0.58 km², de la cual 0.58 km² corresponden a tierra firme y (0%) 0 km² es agua.

## Demografía
Según el censo de 2010, había 230 personas residiendo en Uehling. La densidad de población era de 396,44 hab./km². De los 230 habitantes, Uehling estaba compuesto por el 96.96% blancos, el 0% eran afroamericanos, el 0.43% eran amerindios, el 0% eran asiáticos, el 0% eran isleños del Pacífico, el 1.74% eran de otras razas y el 0.87% pertenecían a dos o más razas. Del total de la población el 3.04% eran hispanos o latinos de cualquier raza.